# Mönchsteig
Mönchsteig ist ein Naturschutzgebiet auf dem Gebiet der baden-württembergischen Gemeinde Nellingen im Alb-Donau-Kreis.

## Kenndaten
Das Gebiet wurde mit Verordnung des Regierungspräsidiums Tübingen vom 20. Februar 1991 als Naturschutzgebiet ausgewiesen und hat eine Größe von 49,9 Hektar. Es wird unter der Schutzgebietsnummer 4.185 geführt. Der CDDA-Code für das Naturschutzgebiet lautet 164658 und entspricht der WDPA-ID. 

## Lage
Das Naturschutzgebiet Mönchsteig liegt rund 1500 Meter südlich von Nellingen in der Nähe der Ortschaft Aichen auf beiden Seiten der Autobahn A 8. Das Gebiet liegt im Naturraum 094-Mittlere Kuppenalb innerhalb der naturräumlichen Haupteinheit 09-Schwäbische Alb. Es wird fast vollständig umschlossen von dem 1.522 Hektar großen Landschaftsschutzgebiet Nr. 4.25.116 Nellingen.

## Schutzzweck
Schutzzweck ist die Erhaltung und Pflege einer Heidelandschaft in ihrem typischen Erscheinungsbild mit der daran gebundenen extensiven Landwirtschaft als Schafweide. Von besonderem ökologischem Wert ist hierbei der Lebensraum der Magerwiesen mit ihren vielen geschützten Tier‑ und Pflanzenarten und der aufgelockerte, gegliederte Waldsaum mit den vielen, auf diese Struktur angepassten Vogelarten.